# Mia Kirchhoff
Mia Kirchhoff (* 10. September 2004) ist eine deutsche Volleyballspielerin.

## Karriere
Kirchhoff spielte in ihrer Jugend Volleyball beim ASV Senden, mit dem sie mehrfach Westdeutsche Jugendmeisterin wurde und 2016 bei der Deutschen U14-Meisterschaft in Dresden Platz drei erreichte. Seit 2015 war sie mit dem ASV auch in der Dritten Liga West aktiv. 2019 wechselte die Außenangreiferin zum Bundesstützpunkt VCO Münster. Mit einem Zweitspielrecht kam sie seit 2020 auch beim Bundesligisten USC Münster zum Einsatz. Seit 2022 hatte Kirchhoff einen festen Profi-Vertrag beim USC. Seit 2023 spielte sie hier auf der Diagonalposition. In der Saison 2024/25 erreichte sie mit dem USC Münster das Finale des DVV-Pokals, wo man dem Dresdner SC klar mit 0:3 unterlag. Trotzdem wurde sie durch die Fans zur MVP des Spiels gekürt. Anschließend wechselte sie zum Ligakonkurrenten SSC Palmberg Schwerin
Kirchhoff spielte auch in der deutschen Juniorinnen-Nationalmannschaft.